# Tanjungjaya (Pakenjeng)
Tanjungjaya is een bestuurslaag in het regentschap Garut van de provincie West-Java, Indonesië. Tanjungjaya telt 6079 inwoners (volkstelling 2010).